# (3034) Climenhaga
(3034) Climenhaga ist ein Asteroid des Hauptgürtels, der am 24. September 1917 vom deutschen Astronomen Max Wolf in Heidelberg entdeckt wurde.
Benannt wurde der Asteroid nach dem kanadischen Astronomen John Climenhaga.